# Christoph Kühn (Regisseur)
Christoph Kühn (* 1955 in Zug) ist ein Schweizer Filmregisseur.

## Leben
Zwischen 1975 und 1979 machte Kühn eine Regieausbildung an der Hochschule für Fernsehen und Film München. Danach arbeitete er als Regieassistent, Produktionsleiter und Filmeditor. Seit 1983 ist er freischaffender Filmregisseur.

## Filmografie
- 1982: Falsche Bilder
- 1985: FRS – Das Kino der Nation
- 1992: Das ganze Leben als Reise (Dokumentarfilm)
- 1993: Sophie Taeuber-Arp (Dokumentarfilm)
- 1997: Irrlichter
- 1998: Salaam
- 1999: Hanni Salvisberg – Von der Bäuerin zur Bestsellerautorin (Dokumentarfilm)
- 2003: Alfred Ilg – Der weisse Abessinier (Dokumentarfilm)
- 2005: Nicolas Bouvier, 22 Hospital Street (Dokumentarfilm)
- 2006: Gusto Gräser – Der Eremit vom Monte Verità (Fernsehdokumentarfilm)
- 2007: Bruno Manser – Laki Penan (Dokumentarfilm)
- 2011: Glauser – Das bewegte Leben eines grossen Schriftstellers, ein Film mit Berthe Bendel, Max Müller, Martin Borner, Hardy Ruoss, Hansjörg Schneider, Frank Göhre, Illustrationen von Hannes Binder. DVD. Limmat, Zürich 2013, ISBN 978-3-85791-701-1.[1][2][3]
- 2013: Alfonsina (Dokumentarfilm zu Alfonsina Storni)

## Filmpreise
- 2006: Berner Filmpreis für sein Gesamtwerk